# Phyllachora glochidiicola
Phyllachora glochidiicola är en svampart som beskrevs av Seshadri 1966. Phyllachora glochidiicola ingår i släktet Phyllachora och familjen Phyllachoraceae.   Inga underarter finns listade i Catalogue of Life.